# 篠山町連続差別落書き事件
篠山町連続差別落書き事件（ささやまちょうれんぞくさべつらくがきじけん）は、1983年8月に兵庫県多紀郡篠山町（現在の丹波篠山市）で部落差別落書きが発見された事件。篠山町当局と全国部落解放運動連合会はこの落書きを部落解放同盟小多田支部長による自作自演と結論付けたが、部落解放同盟の内部では自作自演説を採る小多田支部西尾派とそれを否定する小多田支部東山派ならびに中央本部との間で見解が対立した（後述）。
この事件を題材として現地を取材し、差別が発生するメカニズムに迫った動画がインターネットに公開されたが、「差別が助長された」として、丹波篠山市と地元自治会が、サイト管理会社ドワンゴに動画削除を求める仮処分を申し立て、2021年2月には、神戸地裁柏原支部が削除を命じる決定を出した。

## 概要
問題の落書きは1983年8月10日から8月15日にかけて、篠山町の小多田地区農機具庫シャッター、菅地区の道路東側のケンチ積み石垣とそのすぐ近くの大西正義（部落解放同盟中央糾弾闘争本部長・同兵庫県連委員長）所有のワゴン車ボディ、篠山市民館北側駐車場の路面の計4箇所で発見された。文面は「エッタシネ」「ヨツコロセ」などというもので、型紙にスプレーを吹きつける方法で書かれていた。
これに対して同町と教育委員会、篠山町同和教育協議会（篠同教）は8月12日・8月15日・8月19日の3日間にわたり、部落総代・地域づくり推進委員・婦人会班長以上・篠同教理事・学習指導委員・町会議員・教職員・行政職員ら約800人を緊急町民集会に招集。篠同教は「悪質な差別落書きを糾弾する!!」との声明を発表。住民啓発を強化すると共に、部落解放同盟による徹底糾弾に協力する方針が打ち出された。
しかし事件に先立つ1983年5月、部落解放同盟小多田支部員で同町小多田三区総代の西尾一也は、部落解放同盟兵庫県連篠山町小多田支部長の東山忠義（とうやま ただよし）から「このごろ支部の運動が盛り上がらないので、よそでよく書かれている差別落書きを書いてくれ」と依頼されていたことを明らかにした。このため、西尾ならびに西本明義（部落解放同盟小多田支部前副支部長）と松本登喜雄（全国部落解放運動連合会小多田支部員）が調査を行った結果、落書きに使用したスプレーや手袋などが発見された。さらに、落書きに使用した型紙の焼却を東山から依頼された人物の存在も明らかになったため、西尾らはこの事件の犯人が東山忠義その人であることを確信し、1983年12月24日、14人の署名を添えて部落解放同盟兵庫県連に請願書を提出し、東山への処分を要求した。これとは別に、篠山町当局も独自の調査により真犯人は東山であるとの結論に達し、町同和教育協議会を通じて部落解放同盟兵庫県連に対応を迫った。
これに対して部落解放同盟兵庫県連は、小多田支部の解体と再登録を一度は約束したものの、1984年2月4日の支部集会ではこの約束を白紙に戻して散会。このため、西尾らは1984年2月25日付で声明ビラ「正しい解放運動・同和行政・同和教育をすすめるために─篠山町・多紀郡のみなさんに訴えます」1万2000枚を多紀郡内に配布し、「犯人は部落解放同盟の内部にいる」旨を訴えた。
これに先立つ1984年2月1日、全国部落解放運動連合会機関紙の『解放の道』兵庫版が「犯人は支部長T」と報道。これを受けて、部落解放同盟の堀内書記長が東山から事情聴取。このとき東山は「私に疑惑がもたれているが、絶対にやっていない」と断言した。その後も調査は続き、2月4日には大西委員長と堀内書記長が部落解放同盟小多田支部に赴き、支部員の意見を聴取。
ところが1984年3月22日午前9時5分、小多田農機具庫前の乗用車の中から東山の遺体が発見された。死因は排気ガス自殺であった。

## 部落解放同盟中央本部の主張
東山の死を受けて『解放新聞』は1984年4月23日、「日共の差別キャンペーンで自殺者」と題する記事と、部落解放同盟中央本部の名による「兵庫県篠山町差別落書き自殺事件にたいする声明」を1面で大々的に掲載。無実の東山を自殺に追い込んだとして、西尾ら3名や全国部落解放運動連合会を非難する内容であった。以下はその要旨である。
| 「 | 東山は「私は絶対にやっていない」と無実を訴え、死の当日には兵庫県連との電話で「死んで身の潔白を示す」と言い遺し、「私は絶対に落書きをやっておりません。身をもって潔白を訴えます。軽率な行動をとっている者たちへの指導をお願いします」「差別が憎い」という無念の遺書を残していた。彼は、日共＝全解連の差別キャンペーンの犠牲者である。同盟本部は、今回の差別落書き事件について慎重に調査を進めてきたが、内部犯行説は全くのでっち上げであるという確信に至った。「日共＝「全解連」はみずからの差別キャンペーンが人一人の生命を奪ったことに責任を負うべきである。断固として弾劾する」。 | 」 |

ただし、自殺することがなぜ身の潔白を示すことに繋がるのかという点については東山も部落解放同盟中央本部も説明していない。

## 全国部落解放運動連合会の主張
これに対して全国部落解放運動連合会は
- 1984年4月6日に部落解放同盟兵庫県連の招集で開かれた小多田支部再建大会では、大西委員長らが部落解放同盟員により「君らの対応が遅かったので、東山支部長が自殺したのだ」と激しく抗議を受ける場面が何度もあったこと。
- 同大会では、東山支部長派の同盟員が排除され、西尾らを支持した者が支部長として県連から推薦されたこと。
- 1984年4月12日の小多田三区の部落総会では、西尾が引き続き総代に選ばれると共に、会計や農会長にも全国部落解放運動連合会の会員が選出されたこと。
- 東山の遺族を含めた関係者が全国部落解放運動連合会や西尾らに抗議した事実はなく、地元では逆に支持と共感が広がっていること。
- 東山の自殺の原因は不明であり、遺書の有無は極めて曖昧であること。

等の根拠を挙げ、部落解放同盟からの非難を失当とした。

## 取材動画削除仮処分

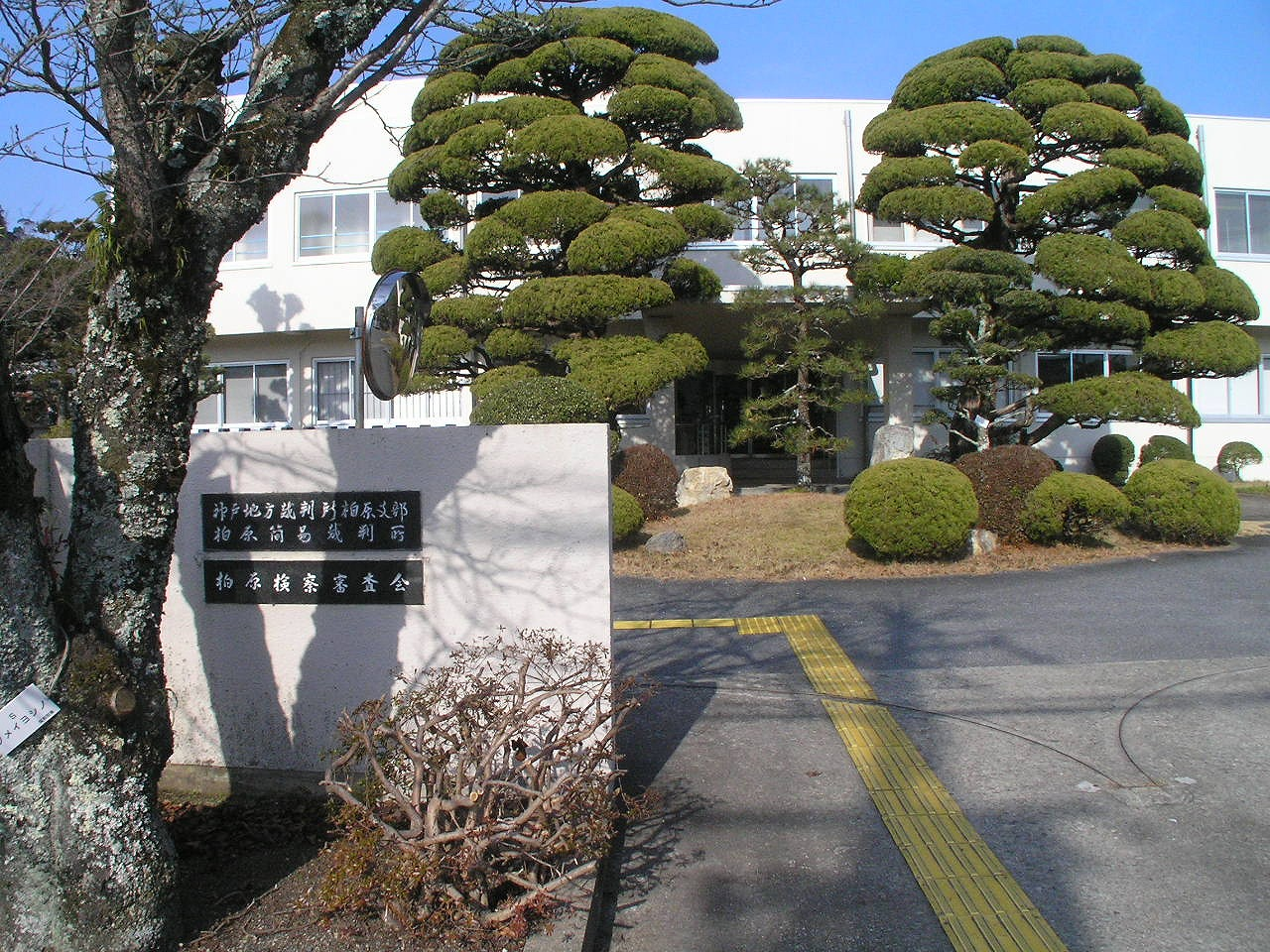
動画削除仮処分を命じる決定を出した神戸地方裁判所柏原支部

2020年11月25日、この事件を題材として現地を取材し差別が発生するメカニズムに迫った動画がインターネット動画投稿サイトYouTubeとニコニコ動画、並びにライブドアブログ（LINE）に公開されたが、地元自治会が差別だとして丹波篠山市に相談、丹波篠山市は「住民のプライバシーや名誉権を侵害している」と判断した。サイト管理者に削除を要請したが、当初は3社とも（憲法が保障する）表現の自由の範囲内であり違法とまでは立証できないと判断し応じなかったため、市と地元自治会長の連名で、2020年10－12月、3社を相手取り、仮処分を申し立てた。その後、YouTubeとライブドアブログは管理者が自主的に削除された。動画テロップの内容はほぼウィキペディアどおりで、「投稿動画の内容を確認したが、任意では削除しない」としてドワンゴが争う姿勢を示したため同支部が2020年12月、「差別が助長された」として、丹波篠山市と地元自治会がサイト管理会社ドワンゴに動画削除を求める仮処分を申し立て、2021年2月9日には神戸地裁柏原支部が削除を命じる決定を出した。ドワンゴは自治会長のプライバシー侵害などを認める決定を受け、動画を削除した。市は直接的な当事者ではないためと決定を速やかに得る目的で最終的には申立人から外れた。丹波篠山市の酒井隆明市長は、「申立人と積極的にかかわったが、部落差別をなくすのは市の責務で、長年取り組んできた」と弁明、表現の自由の侵害には当たらないという立場を示した。部落差別問題を扱った動画の削除を命じる仮処分は全国初であった。
法務省人権擁護局は特定の地域を同和地区である、またはあったと指摘する情報を公にすることは人権擁護上許容されず、原則として削除対象とすべきだという考えをとっている。従来は差別の助長・誘発を目的とする場合に限って削除を要請する立場を取っていたが、2018年末の通知で、目的に関係なく、特定の地域を同和地区であると明示していれば原則、削除を要請する方針に変更した。ただし、法務省の通知は「学術や研究などの正当な目的」とするものは例外としている。